# روبرت ن. هال
روبرت ن. هال (بالإنجليزية: Robert N. Hall)‏ هو فيزيائي ومخترع ومهندس أمريكي، ولد في 25 ديسمبر 1919 في نيو هيفن في الولايات المتحدة، وتوفي في 7 نوفمبر 2016 في سكنيكتادي في الولايات المتحدة.